# Хуайнань-цзы
«Хуайнань-цзы» (кит. упр. 淮南子, пиньинь Huáinán zǐ), то есть «[Трактат] Учителя из Хуайнани», или «Мудрецы из Хуайнани» — китайский философский трактат, созданный во времена Ранней (Западной) династии Хань, не позднее 139 г. до н. э. Представляя собой сплетение даосских, конфуцианских и легистских концепций, «Хуайнань-цзы» пытается объяснить мир на основе мифологии, истории и наблюдений.

## Название и авторство
Во времена империи Хань в 203 году до н. э. Ин Бу получил титул «Хуайнаньского князя», который впоследствии передавался среди его потомков. Удельные владения Хуайнаньских князей примерно соответствовали современному уезду Шоусянь провинции Аньхой. Считается, что трактат составлен в основном так называемыми «Восемью хуайнаньскими мудрецами», работавшими при дворе хуайнаньского князя Лю Аня. Лю Ань преподнёс его своему племяннику, императору У-ди в 139 г. до н. э. как «недавно составленный».

## Текст
Чистое благо одиноко существует, раздает — и не иссякает, используй его — оно не знает устали. Смотришь — не видишь его формы, слушаешь — не слышишь его голоса, следуешь за ним — не чувствуешь его тела. Бесформенное, а рождает имеющее форму; беззвучное, а поет пятью голосами; безвкусное, а образует пять оттенков вкуса; бесцветное, а создает пять цветов. Так бытие рождается в небытие, сущее берёт начало в пустоте. Поднебесная есть клеть, в которой имя и сущность живут вместе.
- 淮南子 Полный текст

Ранние комментарии к тексту были выполнены Сюй Шэнем. Впоследствии они были слиты с комментариями Гао Ю (zh:高誘).

## Русские переводы
- «Философы из Хуайнани; Хуайнаньцзы» (сост. Ушаков И. В.; пер. с кит. Померанцевой Л. Е.) М.: Мысль,2004.- 430 с. — (Филос. наследие. Том 135) ISBN 5-244-00984-2
- «Хуайнаньцзы. Философы из Хуайнани». Пер. Л. Е. Померанцевой. М. Наука-Восточная литература, 2016.- 528 с. ISBN 978-5-02-039758-3